# Bryan Mg
Bryan Mg, pseudonimo di Bryan Mumvudi Gazambo (Gand, 9 ottobre 1996), è un rapper belga di origine congolese.
È di lingua olandese.

## Biografia
Bryan Mumvudi Gazambo nasce a Gand da genitori congolesi. Rivelatosi impossibile il suo sogno di diventare un calciatore professionista, nel 2017 decide di intraprendere una carriera musicale, pubblicando alcuni brani su SoundCloud. Nel 2018 pubblica il EP di debutto, dal titolo MgSeason, ottenendo visibilità in Belgio e nei Paesi Bassi. Il 28 febbraio 2020 pubblica il suo primo album in studio, MgSeason 2, che vede la partecipazione di artisti come KM, Jayh, Zoë Tauran, Frenna e Chivv.
L'8 luglio 2021 è la volta del secondo album Bryan, contenente collaborazioni con 3robi, Mula B, Sevn Alias, Yssi SB, Ronnie Flex e altri, che raggiunge il primo posto della classifica belga (Fiandre) e il secondo in quella olandese. Nel 2022 esce invece l'album Perfecte Timing, realizzato insieme ad Architrackz.

## Discografia

### Album in studio
- 2020 – MgSeason 2
- 2021 – Bryan
- 2022 – Perfecte Timing

### EP
- 2018 – MgSeason